# Friedrich Maassen

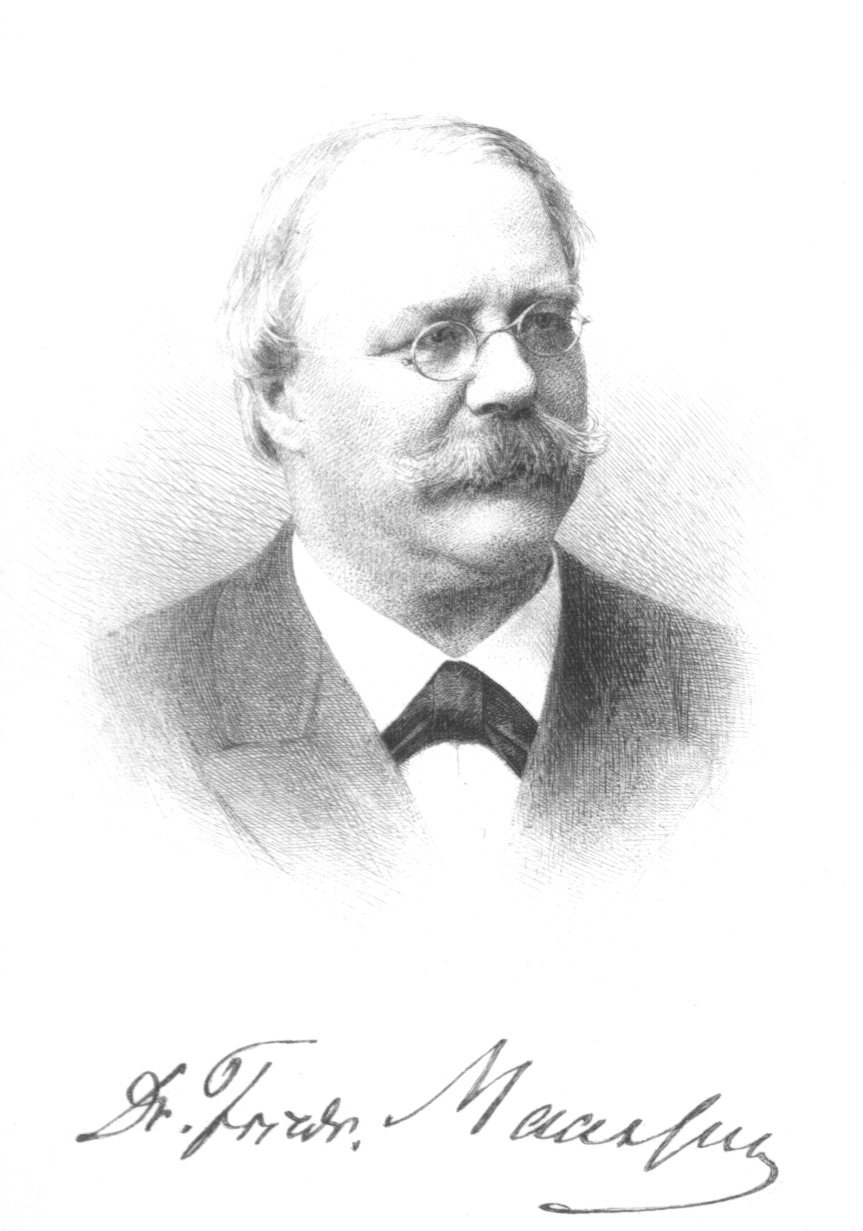
Friedrich Maassen

Friedrich Bernhard Christian Maassen, född 24 september 1823 i Wismar, död 9 april 1900 i Innsbruck, var en tysk jurist. 
Maasen blev 1849 advokat i Rostock, övergick 1851 till romersk-katolska kyrkan samt blev 1855 extra ordinarie professor i romersk rätt vid Karlsuniversitetet i Prag. År 1856 överflyttade han till Innsbrucks och 1860 till Graz universitet samt blev 1871 professor i romersk och kanonisk rätt vid Wiens universitet och 1882 ledamot av högsta domstolen där. 
Maassens förnämsta arbete är Geschichte der Quellen und der Litteratur des kanonischen Rechts (band I, 1870).